# したまちコメディ映画祭in台東
したまちコメディ映画祭in台東（したまちコメディえいがさい いん たいとう、英：Down Town Taito International Comedy Film Festival）、略称・したコメ（Shitacome）は、2008年から2017年まで日本の東京都台東区で開催されていた映画祭。

## 概要
いとうせいこうが総合プロデュースを務める国際コメディ映画祭。国内外の新作・旧作・名作・珍作・異色作から選ばれたコメディ映画作品を上映する。上野・下谷、浅草の会場で声優関連のイベントやお笑いライブ、展示イベントも開催している。
2009年からコメディ短編映像作品コンペティション「したまちコメディ大賞」を創設。
公式サポーターソングは浅草ジンタの「君がこの街にやってきて」。

## 開催期間と主なプログラム
第10回が、2017年9月15日（金）から18日（月・祝）に開催された。
| 開催回 | 開催期間                              | メインビジュアル担当 | コメディ栄誉賞   | オープニング上映作品                              |
| ------ | ------------------------------------- | -------------------- | ---------------- | ------------------------------------------------- |
| 第1回  | 2008年11月21日（金） - 24日（月・祝） | しりあがり寿         | 小沢昭一         | 劇場版 カンナさん大成功です!                      |
| 第2回  | 2009年9月21日（月・祝） - 25日（金）  | 五月女ケイ子         | コント55号       | 大洗にも星はふるなり                              |
| 第3回  | 2010年9月16日（木） - 20日（月・祝）  | 吉田戦車             | 谷啓             | 国家代表!?                                        |
| 第4回  | 2011年9月16日（金） - 19日（月・祝）  | リリー・フランキー   | 伊東四朗         | サラリーマンNEO 劇場版（笑）                      |
| 第5回  | 2012年9月14日（金） - 17日（月・祝）  | みうらじゅん         | ザ・ドリフターズ | TOKYOてやんでぃ - The Story Teller's Apprentice～ |
| 第6回  | 2013年9月13日（金） - 16日（月・祝）  | 辛酸なめ子           | 堺正章           | 地獄でなぜ悪い                                    |
| 第7回  | 2014年9月12日（金） - 16日（火）      | 安齋肇               | 西田敏行         | 西遊記～はじまりのはじまり～                      |
| 第8回  | 2015年9月18日（金） - 22日（火・祝）  | 水木しげる           | ビートたけし     | 帰ってきたMr.ダマー バカMAX!                      |
| 第9回  | 2016年9月16日（金） - 19日（月・祝）  | 内山勇士             | 山田洋次         | ぼくのおじさん                                    |
| 第10回 | 2017年9月15日（金） - 18日（月・祝）  | いがらしみきお       | 小松政夫         | blank13                                           |

## これまでの映画祭

### 第10回 2017年
「第10回したまちコメディ映画祭in台東」は、2017年9月15日（金）から同18日（月・祝）まで開催された。メインビジュアルは、いがらしみきお。コメディ栄誉賞は小松政夫。
特別招待作品-ゲスト
- 『blank13』（オープニング上映）- 齊藤 工（斎藤工）、高橋一生、神野三鈴、金子ノブアキ、大西利空、大水洋介、山田孝之、
- 『We Love Television?』-萩本欽一、土屋敏男
- 『夜の夜の海』-チョン・ヒョンソクイ・ソンウォン
- 『セントラル・インテリジェンス』-LiLiCo
- 『シンクロナイズドモンスター』-辛酸なめ子
- 『ゆれる人魚』-チャラン・ポ・ランタン
- 『オレの獲物はビンラディン』-こがけん、ナイトウミノワ

レッドカーペットゲスト
いとうせいこう、台東区観光大使：友吉鶴心、したコメ応援人：昭和こいる、ロケット団、浅草ジンタ、ポカスカジャン）、ワタナベイビー（ホフディラン）、いがらしみきお、小松政夫、齊藤 工（斎藤工）、高橋一生、神野三鈴、金子ノブアキ、萩本欽一、土屋敏男、チョン・ヒョンソク、イ・ソンウォン、西村喜廣、軽部真一、笠井信輔、内山勇士、コタロー、ブラスバンド演奏：台東区立田原小学校
ライブイベントと特集上映 - 出演者・ゲスト
- 小松政夫リスペクトライブ－ポカスカジャン、ホフディラン、フラワーカンパニーズ、浅草ジンタ、SCOOBIE DO、Gentle Forest Jazz Band special guest vocal 浜野謙太、小松政夫、伊東四朗
- したまちコメディ大賞2017招待作品　『マスマティックな夕暮れ』『ノックは３回、クリックは２回』『CAIRN remix』－大歳倫弘（ヨーロッパ企画）
- 声優口演ライブ 没後40年チャップリン特集　『チャップリンの勇敢』－羽佐間道夫、野沢雅子、若本規夫、田原アルノ、中野裕斗、たなか久美、　『犬の生活』－山寺宏一
- 江戸っ子おじさん西村喜廣監督の特殊メイクワークショップ-西村喜廣
- フジテレビCS放送・日本映画専門チャンネル「男おばさん!!」公開収録－軽部真一、笠井信輔
- シネマ歌舞伎『め組の喧嘩』inしたコメ－中村勘九郎、中村七之助、冨士滋美
- TBSラジオ「ライムスター宇多丸のウィークエンド・シャッフル」presents「タマフル映画祭 inしたコメ」『そろばんずく』－宇多丸
- 映画秘宝まつり『ゲット・アウト』『IT／イット “それ”が見えたら、終わり。』－町山智浩、平山夢明、高橋ヨシキ
- 吉田類の「今宵、ほろ酔い酒場で」with「吉田類と仲間達」inしたコメ－吉田類、渡辺祐、倉嶋紀和子
- シネマ落語したコメ亭『素晴らしき哉、人生!』－立川志らく
- お笑いライブ「浅井企画×人力舎×マセキ Presents 映画ネタ-1グランプリ」－（司会）イワイガワ、ラバーガール、ジグザグジギー　（出演）＜浅井企画＞オーストラリア、インデペンデンスデイ、ジャイアントジャイアン、エーデルワイス、上木恋愛研究所、リクロジー、くるくる、＜人力舎＞トンツカタン、三福エンターテイメント、真空ジェシカ、卯月、吉住、じぐざぐ、秋のうさぎ、＜マセキ芸能社＞ルシファー吉岡、モグライダー、エル・カブキ、スーパーニュウニュウ、ゆーびーむ☆、パーパー、ロンリコ191。
- 台東したコメ音楽フェア
- 「野良スコ」マナーCM－内山勇士

### 第9回 2016年
「第9回したまちコメディ映画祭in台東」は、2016年9月16日（金）から同19日（月・祝）まで開催された。メインビジュアルは、内山勇士。コメディ栄誉賞は山田洋次。
特別招待作品-ゲスト
- 『ぼくのおじさん』（オープニング上映）-松田龍平、大西利空、須藤泰司
- 『浅草・筑波の喜久次郎〜浅草六区を創った筑波人〜』-田村亮、星由里子、水町レイコ
- 『ネイバーズ2』-松江哲明
- 『PK』-辛酸なめ子

レッドカーペットゲスト
いとうせいこう、台東区観光大使：浅香光代、友吉鶴心、したコメ応援人：内海桂子、ねづっち、じぐざぐ、ブルーセレブ、三福エンターテイメント、カントリーズ、スーパーニュウニュウ、ゆーびーむ☆、浅草ジンタ、大久保ノブオ（ポカスカジャン）、佐藤蛾次郎、佐藤利明、大西利空、須藤泰司、秋吉久美子、田村亮、星由里子、水町レイコ、西村喜廣、百合沙、田中要次、軽部真一、笠井信輔、内山勇士、コタロー、市井昌秀、石橋穂乃香、野火杏子CNCインドダンスパフォーマンスチーム、下山天、井口昇、清水崇、工藤伸一、山本舞香、ブラスバンド演奏：台東区立富士小学校
ライブイベントと特集上映 - 出演者・ゲスト
- コメディ栄誉賞 山田洋次リスペクト上映　『男はつらいよ』（第1作）-岡本茉利、佐藤蛾次郎、北山雅康
- 井上ひさしと山田洋次　～2人の「母と暮せば」～　【したまち演劇祭in台東共同企画】-井上麻矢
- 山田洋次リスペクトライブ－ポカスカジャン、天才バンド、レキシ、二階堂和美、浅草ジンタ、佐藤蛾次郎、倍賞千恵子
- したまちコメディ大賞2016招待作品　①『オトコノクニ』－中川晴樹（ヨーロッパ企画）、加藤啓、②『ドラムマンz バチがもたらす予期せぬ出来事』－田中要次、③『Nuts!』
- 声優口演ライブ したコメmeets　小津安二郎　『淑女と髯』－羽佐間道夫、野沢雅子、山寺宏一、土井美加、真殿光昭、たなか久美
- 日本映画監督協会推薦作品『箱入り息子の恋』－市井昌秀、石橋穂乃香
- 「野良スコ」新作上映～コタローの姉あらわる!!～－内山勇士、LiLiCo
- 江戸っ子おじさん西村喜廣監督の特殊メイクワークショップ-西村喜廣
- フジテレビONE+TWO+NEXT/日本映画専門チャンネル「男おばさん!!」公開収録－軽部真一、笠井信輔
- シネマ歌舞伎『大江戸りびんぐでっど』inしたコメ－中村七之助、片岡亀蔵、宮藤官九郎、冨士滋美
- 映画秘宝まつり『グリーンルーム』『ナイスガイズ！』－町山智浩、水道橋博士、高橋ヨシキ、てらさわホーク
- 吹替え60周年記念上映『名探偵登場』－羽佐間道夫、とり・みき
- 映画講義「とり・みきの吹替え“凄ワザ”講義」第2弾『危険戦隊デンジャー5 〜我らの敵は総統閣下〜』－とり・みき、羽佐間道夫、江原正士、堀内賢雄、千葉繁、甲斐田裕子、森洋子、多田野曜平、吉田啓介
- お笑いライブ「人力舎×マセキ Presents 映画ネタ-1グランプリ」－（司会）今野浩喜、ニッチェ、（出演）＜人力舎＞アナクロニスティック、トンツカタン、リンゴスター、真空ジェシカ、さくらエビ、三福エンター テイメント、あっぱれ！、じぐざぐ、ブルーセレブ、ドリーマーズ、＜マセキ芸能社＞ジグザグジギー、ルシファー吉岡、モグライダー、エル・カブキ、しゃもじ、スーパーニュウニュウ、カントリーズ、曇天三男坊、ゆーびーむ☆、おべんとばこ。グランプリは、ジグザグジギー。
- 台東したコメ音楽フェア
- THE BLUE HEARTSショートフィルムセレクションinしたコメ『ハンマー（48億のブルース）』『人にやさしく』『ラブレター』『少年の詩』『ジョウネツノバラ』－飯塚健、下山天、井口昇、清水崇、工藤伸一、齊藤工、角田晃広、金子ノブアキ

### 第8回 2015年
「第8回したまちコメディ映画祭in台東」は、2015年9月18日（金）から同22日（火・祝）まで開催された。
メインビジュアルは、水木しげる。
コメディ栄誉賞はビートたけし。
特別招待作品-ゲスト
- 『帰ってきたMr.ダマー バカMAX!』（オープニング上映） -ボビ－・ファレリー監督
- 『全力スマッシュ』-ヘンリー・ウォン監督、ジョシー・ホー、スーザン・ショウ、アンドリュー・ラム、ウィルフレッド・ラウ、波多野裕介
- 『ムーン・ウォーカーズ』-篠原ともえ
- 『すれ違いのダイアリーズ』 - ニティワット・タラトーン監督、松崎健夫
- 『ミラクル・ニール!(原題：Absolutely Anything)』 -関根勤、宮沢章夫、松尾貴史、須田泰成

ライブイベントと特集上映　-出演者・ゲスト
コメディ栄誉賞　ビートたけしリスペクト上映　『菊次郎の夏』-ビートたけし
- 【リスペクトライブ】ビートたけしリスペクトライブ　－浅草ジンタ、海藻姉妹、サンボマスター、ポカスカジャン、ホフディラン、ビートたけし
- したまちコメディ大賞2015招待作品『手鼻三吉TEBANA SANKICHI2015　したコメバージョン』-山口雄大監督、坂口拓、斎藤工
- 声優口演ライブinしたコメ2015

『キートンの探偵学入門』
『羽佐間道夫の声優“楽”入門～声優トークショー～』
『チャップリンの消防士』-羽佐間道夫、野沢雅子、岩田光央、草尾毅、内田夕夜、恒松あゆみ、山寺宏一
- CS放送フジテレビ ONE TWO NEXT「男おばさん!!」公開収録【無料イベント】 -軽部真一、三上真奈　トークゲスト：神田沙也加
- 「野良スコ」イッキミ上映～コタロー帰ってきました！～　-内山勇士監督、LiLiCo
- 「DVD＆ブルーレイでーた」presents 第4回DVDスルー・コメディ大賞-林家しん平

受賞作品『ワイルドなスピード！ AHO MISSION』　
ノミネート作品：『俺たちスーパーマジシャン』、『クレイジー・ドライブ』、『トビー・マグワイア スパイラル 危険な関係』、『変態小説家』
- 江戸っ子おじさん西村喜廣の特殊メイク子供ワークショップ
- 台東区フィルムコミッション支援作品『青天の霹靂』-劇団ひとり
- とり・みきの吹替え”凄ワザ”講義『スサミ・ストリート全員集合～または”パペット・フィクション”ともいう～』-とり・みき、羽佐間道夫、大塚明夫、安原義人、多田野曜平、園崎未恵、森洋子
- 「映画秘宝」presents 映画秘宝20周年まつり『グリーン・インフェルノ』 -町山智浩、高橋ヨシキ
- シネマ歌舞伎『野田版鼠小僧』 -野田秀樹、中村勘九郎、荒井修（文扇堂主人）
- 進撃の西村喜廣特殊造型講義『進撃の巨人 ATTACK ON TITAN 反撃の狼煙』第三話-西村喜廣監督、武田梨奈
- 「ヨーロッパ企画」presents ショートショートムービーフェスティバル・ラブコメ大会-本広克行監督

### 第7回 2014年
「第7回したまちコメディ映画祭in台東」は、2014年9月12日（金）から同16日（火）まで開催された。
メインビジュアルは、安齋肇。
コメディ栄誉賞は西田敏行。
特別招待作品　-ゲスト
- 『西遊記～はじまりのはじまり～』（オープニング上映） -斎藤工
- 『ヴェガスからマカオへ』-宇田川幸洋
- 『愛しのゴースト』-バンジョン・ピサンタナクーン監督、大谷ノブ彦、ブンシリ、
- 『荒野はつらいよ 〜アリゾナより愛をこめて〜』 -MC:コトブキツカサ
- 『騒音　THE FIVE OYAJI』 -関根勤監督、温水洋一、村松利史、有村昆、イワイガワ

ライブイベントと特集上映　-出演者・ゲスト
- コメディ栄誉賞　西田敏行特集　『釣りバカ日誌』　-西田敏行、佐藤利明
- 【リスペクトライブ】西田敏行リスペクトライブ　－赤い公園、浅草ジンタ、かせきさいだぁ＆ハグトーンズ mixed by DMX、BLACK WAX with 久保田麻琴 live mix、ポカスカジャン、レキシ、西田敏行
- したまちコメディ大賞2014招待作品『バランサー』-斎藤工、あばれる君、バッドナイス常田、曇天三男坊
- 声優口演ライブ「したコメ meets チャップリン」　－チャップリン映画デビュー100年を記念して2日間開催した。（9月12日（金）は前夜祭）

9月12日：『チャップリンの質屋』、『チャップリンの替玉』-羽佐間道夫、三ツ矢雄二、若本規夫、田中真弓、安達忍、岩崎ひろし、中野裕斗、宮澤はるな、今村一誌洋、皆川壱毅、水瀬郁、成田遼　トークゲスト：チャーリー・シストヴァリス、大野裕之、いとうせいこう
9月13日：『チャップリンの質屋』、『チャップリンの改悟』-羽佐間道夫、野沢雅子、三ツ矢雄二、若本規夫、田原アルノ、土井美加、山寺宏一、草尾毅、中野裕斗　トークゲスト：チャーリー・シストヴァリス、大野裕之
- 「映画秘宝」presents 映画秘宝まつり『エクスペンダブルズ3 ワールドミッション』 -町山智浩、水道橋博士、杉作J太郎、ギンティ小林、てらさわホーク
- 「TSUTAYA発掘良品」presents アキ・カウリスマキ　『レニングラード・カウボーイズ・ゴー・アメリカ』-荻上直子、勝江正隆
- 「ヨーロッパ企画」presents ヨーロッパ企画の京都ニューシネマ　したコメ再襲撃?! -上田誠、黒木正浩、いとうせいこう
- 「野良スコ」inしたコメ～コタロー主催！？一挙上映会～　-内山勇士監督、LiLiCo、いとうせいこう
- ぼく・タチの伯父さん　細野晴臣×いとうせいこう　ジャック･タチ『ぼくの伯父さん』-細野晴臣、いとうせいこう
- 「DVD＆ブルーレイでーた」presents 第3回DVDスルー・コメディ大賞（映画館で上映されず、直接DVDになってしまった作品5作品の中から大賞を決定）　受賞作品『フレンチ大作戦 灼熱リオ、応答せよ』

ノミネート作品：『アステリックスの冒険～秘薬を守る戦い』、『俺たちニュースキャスター　史上最低!?の視聴率バトル in ニューヨーク』、『ディス･イズ･ジ･エンド　俺たちハリウッドスターの最凶最期の日』、『マジック･マネー』　
- 台東区フィルム・コミッション支援作品『リバースエッジ 大川端探偵社』 -大根仁監督、五箇公貴、いとうせいこう
- シネマ歌舞伎『法界坊』 -中村扇雀、冨士滋美（浅草観光連盟 会長）、いとうせいこう
- CS放送フジテレビ ONE TWO NEXT「男おばさんL」公開収録 “私の好きなチャップリン映画”【無料イベント】 -軽部真一、笠井信輔　トークゲスト：チャーリー・シストヴァリス、大野裕之

- 「特別コメディ栄誉賞」授賞式（オープニングセレモニー） -映画デビュー100周年になる喜劇王「チャールズ・チャップリン」の偉業を称え「特別コメディ栄誉賞」を授与。孫のチャーリー・シストヴァリスが表彰式に登壇した。

### 第6回 2013年
「第6回したまちコメディ映画祭in台東」は、2013年9月13日（金）から同16日（月・祝）まで開催された。
メインビジュアルは、辛酸なめ子。
コメディ栄誉賞は堺正章。
特別招待作品　-
- 『地獄でなぜ悪い』（オープニング上映） -國村隼、友近、岩井志麻子、神楽坂恵　ほか
- 『ウォーム・ボディーズ』-ジョナサン・レヴィン監督
- 『アイ・ドゥ・ビドゥ・ビドゥ』-コトブキツカサ
- 『ロスト・イン・タイランド』 -細貝康介
- 『フィルス』 -門間雄介
- 『マッキー』 -（ライブアクション上映）

ライブイベントと特集上映　-出演者・ゲスト
- コメディ栄誉賞　堺正章特集　『街の灯』、『ザ・スパイダースノ大進撃』　-佐藤利明
- コメディ栄誉賞関連企画　下町で喜劇を語る「愛しの喜劇役者たち　～堺駿二とその周辺～」　-荒井修、佐藤利明、いとうせいこう
- 【リスペクトライブ】堺正章リスペクトライブ　－浅草ジンタ、堂島孝平、NONA REEVES、No Lie-Sense（鈴木慶一+KERA）、ポカスカジャン、ホフディラン、ももいろクローバーZ
- 声優口演ライブinしたコメ2013『チャップリンの勇敢』、『チャップリンの冒険』-羽佐間道夫、野沢雅子、宝亀克寿、田原アルノ、山寺宏一、高木渉、伊瀬茉莉也、今村一誌洋、皆川壱毅
- 「映画秘宝」presents 映画秘宝まつり『The　World’s　End（原題）』 -町山智浩、水道橋博士、トニー・クロスビー
- 「TSUTAYA発掘良品」presents 鬼才ジョン・ウォーターズ　『シリアル・ママ』-石川三千花、勝江正隆
- 「ヨーロッパ企画」presents 京都発ショートコメディ映画まつり -京野ことみ、上田誠、中川晴樹、大歳倫弘、いとうせいこう
- ハリウッドクリーチャーデザイン映画講義『キャビン』-片桐裕司
- ヘイサン！オーロラの国から刺客登場！？　「スウェーデン・コメディ入門講座　LiLiCoのおへや」『クリスマスイブは大騒動（原題：TOMTEN　AR FAR TILL ALLA BARNEN）』-LiLiCo
- 「DVD＆ブルーレイでーた」presents DVD・スルー・コメディ大賞（映画館で上映されず、直接DVDになってしまった作品5作品の中から大賞を決定）　受賞作品『伝説のロックスター再生計画！』

ノミネート作品：『新・三バカ大将 ザ・ムービー』、『21ジャンプストリート』、『プロジェクトX』、『暴走！ターボ・バスターズ』　
- 前夜祭『きっと、うまくいく』（マサラシステム上映）
- 台東区フィルム・コミッション支援作品『熱血硬派くにおくん』 -光石富士朗監督、滝口幸広、濱田秀、土平ドンペイ、山本梓、水崎綾女
- ファミリー企画『マダガスカル3』

### 第5回 2012年
「第5回したまちコメディ映画祭in台東」は、2012年9月14日（金）から同17日（月・祝）まで開催された。
メインビジュアルは、みうらじゅん。
コメディ栄誉賞はザ・ドリフターズ
特別招待作品　-
- 『TOKYOてやんでぃ〜The Story Teller's Apprentice〜』（オープニング上映） -神田裕司監督、ノゾエ征爾ほか
- 『ボス その男シヴァージ』（マサラシステム上映）-シュリヤ・サラン
- 『バカリズム THE MOVIE』-バカリズム監督
- 『レミントンとオカマゾンビの呪い』 -井口昇、松崎しげる

したまちコメディ大賞2012
- 受賞作品-グランプリ賞・観客賞『フィガロの告白』（天野千尋監督）、準グランプリ賞『こんにちは赤さん』（谷坪明英監督）、U-25特別賞『やぶカン！』（吐山由美・西本真希子監督）
- 審査員-根岸吉太郎、小倉久寛、リリー・フランキー、いとうせいこう　ゲスト-大川五月[4]。

ライブイベントと特集上映　-出演者・ゲスト
- コメディ栄誉賞ザ・ドリフターズ特集　渡邊祐介監督の笑劇、歌劇のドリフ映画大進撃！『ズンドコズンドコ全員集合!!』、『ドリフターズですよ！特訓特訓また特訓』、『舞妓はんだよ全員集合!!』　-サエキけんぞう、小宮山雄飛、佐藤利明
- 【リスペクトライブ】ザ･ドリフターズ　リスペクトライブ　ライブだヨ！全員集合!!　－浅草ジンタ、OKAMOTO'S、怒髪天、ポカスカジャン、ホフディラン、レキシ
- 声優口演ライブinしたコメ2012『シーフキャッチャー』、『チャップリンの霊泉』、『犬の生活』 -羽佐間道夫、野沢雅子、若本規夫、山寺宏一、大野裕之、田原アルノ、駒谷昌男、今村一誌洋、冨沢竜也
- 内田けんじ監督のコメディ映画講義 『アフタースクール』、『WEEKEND BLUES』 -内田けんじ、いとうせいこう
- 特集上映　生誕88周年記念岡本喜八監督特集～KIHACHI MEETSCOMEDY～『ああ爆弾』、『近頃なぜかチャールストン』、『独立愚連隊』-本田博太郎、ミッキー・カーチス、岡本みね子
- 「映画秘宝」presents 映画秘宝まつり『キャビン・イン・ザ・ウッズ（原題）』 -町山智浩、水道橋博士、ギンティ小林
- 「DVD＆ブルーレイでーた」presents ソフト・スルー・コメディ大賞（映画館で上映されず、直接DVDになってしまった作品8作品の中から大賞を決定）　受賞作品『聖トリニアンズ女学院　史上最強!?不良女子高生の華麗なる強奪作戦』／新作上映『Mr.ズーキーパーの婚活動物園』

ノミネート作品：『I SEE YOU.com ハレンチのぞき見大作戦！』、『運命の元カレ』、『シャーク・アタック!!』、『スピーシー・オブ・コブラ』、『聖トリニアンズ女学院　史上最強!?不良女子高生の華麗なる強奪作戦』、『チェンジ・アップ　オレはどっちで、アイツもどっち!?』、『ドリル・マーダーズ　美少女猟奇殺人事件』、『ポルノ☆スターへの道』　
- 前夜祭オールナイト・イベント　「したコメドリームマッチ東映まんがまつり vs 東宝チャンピオンまつり」1970年夏上映作品の一部を併映[5][6][7]。
- 台東区フィルム・コミッション支援作品『メンゲキ！』 -青柳翔、秋山真太郎、天野浩成、四季涼
- ファミリー企画『映画『紙兎ロペ』　つか、夏休みラスイチってマジっすか！？』

### 第4回 2011年
2011年9月16日（金）～19日（月・祝）に開催。メインビジュアルはリリー・フランキー。
コメディ栄誉賞は伊東四朗に決定。モンティ・パイソン特別講義開催に向けてエリック・アイドルがビデオメッセージを寄せた。
特別招待作品とゲスト
- 『サラリーマンNEO 劇場版（笑）』（オープニング上映） -小池徹平、生瀬勝久
- 『タタール大作戦』B.バトウルズィー監督、B.ダグワージャムツ
- 『フェイク・クライム』※Henry's Crime（原題）
- 『極道めし』 -前田哲、永岡佑、勝村政信、落合モトキ、ぎたろー（コンドルズ）、麿赤兒、木村文乃
- 『モンスター上司』

レッドカーペットゲスト
総合プロデューサー：いとうせいこう、観光大使＆したコメ応援人：内海桂子、海老名香葉子、桐谷逸夫、櫻川梅后、コメディ栄誉賞：伊東四朗、特別招待作品『サラリーマンNEO 劇場版（笑）』：吉田照幸監督、小池徹平、生瀬勝久、堀内敬子、特別招待作品『極道めし』：永岡佑、【リスペクトライブ】エノケン×笠置シヅ子のブギフェス：浅草ジンタ、ポカスカジャン
したまちコメディ大賞2011
- 受賞作品-グランプリ賞・観客賞・U-25特別賞『じ　ぞ　う』（吐山由美・西本真希子監督）
- 審査員 -本広克行、笹野高史、山田雅子、いとうせいこう、ゲスト：高野雄宇

ライブイベントと特集上映　-出演者・ゲスト
- コメディ栄誉賞 伊東四朗特集『THE 有頂天ホテル』、『スーパーの女』、『進め!ジャガーズ 敵前上陸』 -伊東四朗、小松政夫、高田文夫、いとうせいこう
- 【リスペクトライブ】 エノケン×笠置シヅ子のブギフェス -浅草ジンタ、EGO-WRAPPIN'、高田漣ブギウギバンド（高田漣 ゲスト：細野晴臣）、ポカスカジャン、メトロファルス、レキシ
- 「映画秘宝」presents 映画秘宝まつり『宇宙人ポール』 -町山智浩、浅草キッド
- 声優口演ライブinしたコメ2011『ロイドの巨人征服』、『犬の生活』 -羽佐間道夫、野沢雅子、高木渉、山寺宏一、旧橋壮
- コメディ映画講義 今年もやります! モンティ・パイソン特別講義『モンティ・パイソン・アンド・ホーリー・グレイル』 -松尾貴史、宮沢章夫、須田泰成
- コメディ映画講義 エノケン＆笠置シヅ子に見る"音楽の世界"『歌うエノケン捕物帖』、『エノケン笠置のお染久松』 -佐藤利明、いとうせいこう
- 前夜祭オールナイト がんばれ、アメコメ!! したコメ×アメコメ『ウソツキは結婚のはじまり』、『ホール・パス/夢の独身許可証＜期間限定＞』、『An American Carol（原題）』 -LiLiCo、いとうせいこう
- 特別上映 瀬川昌治監督特集『乾杯!ごきげん野郎』、『喜劇 競馬必勝法』、『喜劇 逆転旅行』 -瀬川昌治、井坂聡、佐藤利明
- 台東区フィルム・コミッション支援作品『浅草堂酔夢譚』 -荻野欣士郎、田村愛、堀川りょう

### 第3回 2010年
2010年9月16日（木）～20日（月・祝）に開催。9万人以上が来場した。メインビジュアルは吉田戦車。
コメディ栄誉賞を谷啓が受賞したことに伴い、クレージーキャッツの特集企画を行った。
特別招待作品とゲスト
- 『国家代表!?』（オープニング上映） -キム・ヨンファ監督、ハ・ジョンウ
- 『水も滴るお姫様』
- 『妖精ファイター』(公式サイト)
- 『CIACHO（チャホ／原題）』 - 長浜 之人（キャン×キャン）、しゅうごパーク（しゃもじ）
- 『落語物語』 - 林家しん平監督、ピエール瀧、田畑智子、柳家わさび、三遊亭時松、柳家小権太
- 『ヤクザガール』- セルゲイ・ボドロフ監督、グカ・オマロバ監督、荒川ちか、六平直政、佐藤佐吉、山神佳誉
- 『3バカに乾杯!』-2013年5月18日に邦題を『きっと、うまくいく』として日本公開。(公式サイト)

したまちコメディ大賞2010
- 受賞作品 - グランプリ賞『ちょぼ』（高野雄宇監督）、観客賞『山』（岩井澤健治監督）
- 審査員 -金子修介、喰始、五月女ケイ子、いとうせいこう

ライブイベントと特集上映、ゲスト
- 映画秘宝まつり - 『キック・アス』町山智浩、水道橋博士
- 台東区フィルムコミッション支援作品 - 『こまどり姉妹がやって来る ヤァ!ヤァ!ヤァ!』こまどり姉妹
- クレージーキャッツのクレージー・ナイト! - 『ニッポン無責任時代』『日本一のゴリガン男』『喜劇 負けてたまるか!』『イチかバチか』佐藤利明
- みうらじゅん＆いとうせいこう企画　スライダーズpresents講演「映画と私」みうらじゅん
- 高田文夫プロデュース「クレージーキャッツ」特集 - 『クレージー黄金作戦』『喜劇 泥棒大家族 天下を盗る』『図々しい奴』高田文夫、小松政夫
- ファミリー企画『河童のクゥと夏休み』
- コメディ映画講義　今年も祝!モンティ・パイソン結成40周年～それゆけモンティ・パイソン～ - テリー・ギリアム監督コメント、『Not the Messiah; He's a Very Naughty Boy』『モンティ・パイソン／人生狂騒曲』松尾貴史、宮沢章夫、須田泰成
- したまちコメディ大賞2010 - いとうせいこう推薦作品『おばけのマリコローズ』小林でび監督
- 井上ひさし追悼企画 - 『喜劇役者たち 九八とゲイブル』小沢昭一
- 声優口演ライブinしたコメ2010 - 『幾つもの頭を持つ男』「ローレル&ハーディ短編」『犬の生活』羽佐間道夫、中尾隆聖、山寺宏一、関智一
- バリアフリー企画 - 『落語娘』
- コメディ映画講義　萩原健太の音楽と笑い - 『テネイシャスD 運命のピックをさがせ!』『ウォーク・ハード ロックへの階段』萩原健太、湯浅学、マキタスポーツ
- クレージーキャッツ リスペクトライブ（クロージングイベント） - ARUYO、浅草ジンタ、近田春夫、ポカスカジャン、SAKEROCK、スチャダラパー、鈴木慶一、高木完、武内享　ほか

### 第2回 2009年
2009年9月21日（月・祝）～25日（金）開催。8万8000人以上が来場した。
ゲストは隅田川から船乗り込みで登場し、オープン型のトロリーバスに乗って雷門へ移動。海老名香葉子、櫻川梅后、内海桂子、北海道帯広出身で台東区の小学校に通うさくらまやも加わりフォトセッション後、オレンジ通りのレッドカーペットを浅草公会堂まで練り歩いた。クロージングセレモニーで行われたコメディ栄誉賞授賞式にはコント55号の萩本欽一と坂上二郎が揃って登場した。
メインビジュアルは五月女ケイ子。
特別招待作品とゲスト
- 『大洗にも星はふるなり』（オープニング上映） -福田雄一監督、佐藤二朗、ムロツヨシ、白石隼也、メロライド
- 『クヒオ大佐』 - 児嶋一哉（アンジャッシュ）
- 『タチマワ・リー〜悪人よ 地獄行き急行列車に乗れ』
- 『昼間から呑む』
- 『浮かれたゴミ屋さん』阿甘（アーガン）監督
- 『紀元1年が、こんなんだったら!?』

したまちコメディ大賞2009
- 受賞作品 - グランプリ賞、観客賞『奴との遭遇』（澤田裕太郎監督）
- 審査員 - 大林宣彦、岸本加世子、堀部圭亮、しりあがり寿、いとうせいこう

ライブイベントと特集上映
- したまちコメディ大賞2009 - 特別上映『魚介類 山岡マイコ』梶野竜太郎監督、『愛の小手指』筧昌也監督、佐武宇綺、高見こころ、松下美保
- 声優口演ライブinしたコメ2009（クロージングイベント）

『子宝騒動』、『チャップリンの冒険』 - 近石真介、羽佐間道夫、山寺宏一、井上喜久子による吹き替えライブ
- コメディ栄誉賞 コント55号特集『コント55号 世紀の大弱点』、『コント55号 俺は忍者の孫の孫』、『俺は眠たかった!!』
- したコメ声優ステージ　したまちカップル ハリウッドへ行く
- 浅草キッドのコメディ映画講義
- 前夜祭オールナイト　復活!映画秘宝ナイト - 『ハングオーバー』（アメリカ）、『すかんぴんウォーク』(日本)、『テコンV』(韓国)
- 祝!モンティ・パイソン結成40周年!!空飛ぶBBC帝国
- 生誕100周年「伴淳三郎」特集 - 立川志らくほか
- バリアフリー企画『しゃべれども しゃべれども』
- ファミリー企画 『ゲゲゲの鬼太郎 千年呪い歌』、『ヤッターマン』

台東区フィルムコミッション支援作品とゲスト
- 『深海獣雷牙』 - 林家しん平、古今亭志ん五、吉原朝馬、柳家はん治、三遊亭時松
- 『デコトラの鷲2/会津・喜多方・人情街道!』 - 哀川翔、野波麻帆、高田宏太郎、小西博之、香月秀之監督、須藤為五郎

### 第1回 2008年
2008年11月21日（金）～24日（月・祝）開催。（9月にプレイベントを開催）8万5000人以上が来場した。
雷門から仲見世通り、浅草寺本堂までのレッドカーペットお練りも実施。山田優、山崎静代（南海キャンディーズ）など映画祭のゲストのほか、高張提灯、金棒の露払い、芸者、SKD・OGスタスの踊り子なども参加した。
メインビジュアルはしりあがり寿。
特別招待作品部門
日本未公開、または公開前の長編コメディ映画が上映された。
- 上映作品 - 『劇場版 カンナさん大成功です!』『♂♀愛の伝道師 ラブ・グル』『ライラにお手あげ』『エージェント・ゾーハン』『無ケーカクの命中男/ノックトアップ』『ディザスター・ムービー!おバカは地球を救う』
- ゲスト - 山田優、山崎静代（しずちゃん・南海キャンディーズ）、中別府葵、永田彬（RUN&GUN）、山寺宏一、ボビー・ファレリー

ライブ・イベントと特集上映
コメディ栄誉賞受賞の小沢昭一の受賞記念イベントを始め、ボビー・ファレリー監督のトークセッション（ファレリー兄弟として出演予定だったが、ピーター・ファレリー監督はインフルエンザのため来日せず）や、コメディ映画に造詣の深い人々が登場するライブ・イベント、親子向け作品の上映などが行われた。
- 上映作品 - 『メリーに首ったけ』『雲の上団五郎一座』『次郎長意外伝 灰神楽の三太郎』『我輩はカモである』『ルーム・サービス』『大当り百発百中』『しとやかな獣』『"エロ事師たち"より 人類学入門』『コナ・ニシテ・フウ』『カンフー・パンダ（吹替版）』『ウォレスとグルミット 野菜畑で大ピンチ!（吹替版）』
- ゲスト - ボビー・ファレリー、みうらじゅん、高田文夫、ケラリーノ・サンドロヴィッチ、小沢昭一、品田雄吉、早坂暁、小泉信一、デーモン小暮閣下、友吉鶴心

地元応援作品部門
台東区が舞台の映画2作品を上映。
- 上映作品 - 『ゆめまち観音』『デコトラの鷲/祭ばやし』
- ゲスト - 三遊亭あほまろ、三遊亭圓歌、青空球児、なぎら健壱、麻生子八咫、竜小太郎、浅草ジンタ、辻香織、小宮山聖、哀川翔、江藤博利、香月秀之、須藤為五郎

関連イベント
- 雷門 - 仲見世 - 浅草寺　レッドカーペットお練り（2008年11月22日）
- したコメお笑い幕間アワード2008（2008年11月23日）※優勝はツーライス
- したコメお笑い幕間アワード2008 ～敗者復活への道～（2008年11月23日）
- 第2回　黒からはじまる食の文化　薩摩食彩市（2008年11月22日～11月24日）
- ヘブンアーティスト（2008年11月22日～11月23日）
- COPPA DI TOKYO（2008年11月24日）

## 会場
浅草公会堂、浅草中映劇場、浅草パークホール、ROX3スーパーマルチコート、コシダカシアター、雷5656会館、東京国立博物館・平成館、東京都美術館・講堂、上野恩賜公園野外ステージ（不忍池水上音楽堂）、上野恩賜公園、台東区内の映画館・劇場・ホール各所。

## 短編コンペティション したまちコメディ大賞
2009年、第2回より創設。20分以内のコメディ作品を公募。
| 開催年(回)      | 審査員                                                         | グランプリ                                                                    | 準グランプリ                          | 観客賞                                                       | Ｕ２５特別賞                                     |
| --------------- | -------------------------------------------------------------- | ----------------------------------------------------------------------------- | ------------------------------------- | ------------------------------------------------------------ | ------------------------------------------------ |
| 2009年 (第2回)  | 大林宣彦、岸本加世子、 堀部圭亮、しりあがり寿、 いとうせいこう | 奴との遭遇 (澤田裕太郎監督)                                                   | ―                                     | 奴との遭遇 (澤田裕太郎監督)                                  | ―                                                |
| 2010年 (第3回)  | 金子修介、喰始、 五月女ケイ子、いとうせいこう                  | ちょぼ (高野雄宇監督)                                                         | ―                                     | 山 (岩井澤健治監督)                                          | ―                                                |
| 2011年 (第4回)  | 本広克行、笹野高史、 山田雅子、いとうせいこう                  | じ ぞ う (吐山由美・西本真希子監督)                                           | ―                                     | じ ぞ う (吐山由美・西本真希子監督)                          | じ ぞ う (吐山由美・西本真希子監督)              |
| 2012年 (第5回)  | 根岸吉太郎、小倉久寛、 リリー・フランキー、いとうせいこう      | フィガロの告白 (天野千尋監督)                                                 | こんにちは赤さん (谷坪明英監督)       | フィガロの告白 (天野千尋監督)                                | やぶカン！ (吐山由美・西本真希子監督)            |
| 2013年 (第6回)  | 内田けんじ、佐々木史朗、 みうらじゅん、いとうせいこう          | おとなになりたくて (黒田将史監督)                                             | おっさんスケボー (新井健市監督)       | おとなになりたくて (黒田将史監督)                            | ―                                                |
| 2014年 (第7回)  | 吉田大八、洞口依子、 辛酸なめ子、いとうせいこう                | 女子！読み切り！コミックワールド！ (西本マキ監督、吐山ゆん監督（破れタイツ）) | 彼女の告白ランキング (上田慎一郎監督) | 帰ろうYO！ (松本卓也監督)                                    | ―                                                |
| 2015年 (第8回)  | 廣木隆一、犬山紙子、 安齋肇、いとうせいこう                    | なめくじ劇場 THE MOVIE 2015『君の瞳に恋してる』 (イッキ監督)                  | 牛乳配達 (長尾理世監督、小田篤監督)   | なめくじ劇場 THE MOVIE 2015『君の瞳に恋してる』 (イッキ監督) | ―                                                |
| 2016年 (第9回)  | 平山秀幸、伊賀大介、五箇公貴、いとうせいこう                   | ピノッキオ (土肥耕作監督)                                                     | iPhoneがバリバリ伝説 (大北栄人監督)   | iPhoneがバリバリ伝説 (大北栄人監督)                          | 審査員特別賞 てんてんてん (家庭教師てつおう監督) |
| 2017年 (第10回) | 入江悠、千葉善紀、大山卓也、堂島孝平、いとうせいこう           | Windows Updateは突然に (大北栄人監督)                                         | はりこみ (板垣雄亮監督)               | はりこみ (板垣雄亮監督)                                      |                                                  |